# Svîdnea, Kroleveț
Svîdnea (în ucraineană Свидня) este un sat în comuna Buivalove din raionul Kroleveț, regiunea Sumî, Ucraina.

## Demografie
Componența lingvistică a localității Svîdnea
     Ucraineană (95,31%)
     Rusă (4,69%)
Conform recensământului din 2001, majoritatea populației localității Svîdnea era vorbitoare de ucraineană (95,31%), existând în minoritate și vorbitori de rusă (4,69%).